# 조영증
조영증(趙榮增, 1954년 8월 18일 ~ )은 대한민국의 전 축구 선수 및 현 행정가이다. 현재 대한축구협회 기술교육부장을 맡고 있다.

## 개요
경기도 파주시 출생으로 중동중학교, 중앙대학교사범대학부속고등학교, 중앙대학교를 졸업하였다. 상황을 잘 예측하며, 전술도 잘 이해하는 영리함으로 인하여 '수비의 명수'라는 별명이 붙었다.

## 클럽 경력
1977년, 실업 축구단이었던 제일 은행에서 자신의 성인 축구 경력을 시작하였다. 1978년, 해군에 입대해 군복무를 마쳤다.
1980년 제일 은행에 복귀하여 활동하다가 1981년 미국 북미 축구 리그의 포틀랜드 팀버스로 옮겨, 팀의 주축 선수로 활약하였다. 1982년 포틀랜드 팀버스가 재정 문제로 해체되자 시카고 스팅으로 이적하여 활약하였고, 1984년 K리그 창설 2년째를 맞자 국내로 복귀하였다. 1984년 럭키금성 황소에 입단하여, 1985년 K리그 우승과 1986년 K리그 준우승 등에 공헌하였다. 1987시즌이 끝난 뒤 은퇴하였다.

## 국가대표팀 경력
1970-80년대의 대한민국 축구를 대표하는 선수로, 1980년 AFC 아시안컵과 1984년 AFC 아시안컵과 1986년 FIFA 월드컵 등의 많은 대회에서 뛰었고, A매치 109경기에서 1골을 넣었다.

## 지도자 경력
1987년 은퇴 후, 럭키금성 황소에서 코치로 지냈고, 1991년 현대 호랑이로 옮겼다. 1994년 LG 치타스 선수 출신으로는 처음으로 감독에 취임하였으나 동대문운동장의 마지막 시즌이었던 95시즌과 안양 LG가 된 후 첫 시즌이었던 96시즌 모두 리그 꼴찌에 머무르며 96시즌 뒤 사임한다. 1998년부터 2000년까지 대한민국 U-20 대표팀 감독을 맡았다. 그 뒤, 행정가의 길에 몰두하였다.
1997년 FA가 주관하는 '프리미어 코스'를 시작으로, 1999년과 2000년에 각각 AFC에서 주관하는 'B 코스'와 'A 코스'를 이수하였고, 2001년에는 UEFA와 AFC에서 공동 주관하는 '프로페셔널 지도자 코스'와 AFC와 KFA가 공동 주관하는 '인스트럭터 코스'를 이수하였다. 2002년에는 AFC 지도자 강사 자격을 취득하여, AFC가 실시하는 'C 코스' 지도자 교육에 단독 강사로 설 수 있으며 'B 코스'와 'A 코스' 지도자 교육에는 보조강사로 참여할 수 있는 자격을 부여받게 되었다.
2005년 'AFC 소속 지도자 교육'에 강사에 참가하였고, 2007년 4월 국내에서는 처음으로 'AFC A급 지도자 코스 강습회' 강사에 임명되었으며, 6월 'AFC P급 지도자 코스 2차 강습회'에 보조강사로 참가하였다.

## 행정가 경력
조영증은 대한민국 U-20 대표팀 감독에서 물러난 이후, 현재까지 행정가의 길을 걷고 있다. 2001년 대한축구협회 기술위원에 선임된 것을 시작으로, 2002년 대한축구협회 기술위원회 부위원장과 기획실장에 선임되었으며, 2003년에는 국내에서는 처음으로 'FIFA 기술위원회' 위원에 선임되었다. 2004년 2월 파주 NFC 장에 선임되었고, 5월 대한축구협회 기술위원장에 선임되었으나, 축구계와 여론의 강한 비난에 부딪혀 이틀 만에 사퇴하였다. 현재는 대한축구협회 기술교육부장으로 활동하고 있으며, 2008년 기술위원장(이영무 위원장이 사퇴한 이후 결국 이회택 대한축구협회 부회장으로 결정되었다.) 유력 후보로 떠올랐으나 기술위원장이 되지 않고, 이회택 위원장 취임 이후 기술위원회 위원으로 합류하였다.

## 플레이 스타일
현역 시절 주포지션은 중앙수비수였다. 스피드나 순발력 등에서는 약점을 보였지만, 상대 공격을 미리 예측하고 맥을 끊는 플레이와 동료들과의 연계 플레이, 탁월한 위치선정 등의 영리함과 센스로 이런 약점들을 커버하며 수비진의 리더 역할을 수행했다. 우람한 체구를 바탕으로 힘에서 절대 밀리지 않았고, 태클과 몸싸움 등에서도 강점을 드러내었다.

## 경력 목록

### 클럽 경력
- 1977년  제일 은행
- 1978년 ~ 1980년  해군 (군복무)
- 1980년 ~ 1981년  제일 은행
- 1981년 ~ 1982년  포틀랜드 팀버스
- 1983년  시카고 스팅
- 1984년 ~ 1987년  럭키금성 황소

### 국가대표팀 경력
- 1980년 AFC 아시안컵 대표
- 1984년 AFC 아시안컵 대표
- 1986년 FIFA 월드컵 대표

### 지도자 경력
- 1987년 ~ 1990년  럭키금성 황소 코치
- 1991년 ~ 1993년  현대 호랑이 코치
- 1994년 ~ 1996년  LG 치타스 / 안양 LG 치타스 감독
- 1998년 ~ 2000년  대한민국 U-20 감독

## 수상 내역
| 선수 클럽 럭키금성 황소 K리그1 ● 우승 (1) : 1985 ● 준우승 (1) : 1986 대한민국 AFC 아시안컵 ● 준우승 (1) : 1980 개인 1984년 K리그1 베스트 11 mf 선정 1986년 K리그1 베스트 11 df 선정 | 코치 클럽 럭키금성 황소 K리그1 ● 우승 (1) : 1990 ● 준우승 (1) : 1989 ● 4위 (1) : 1988 전국축구선수권대회 ● 우승 (1) : 1988 ● 3위 (1) : 1989 현대 호랑이 K리그1 ● 준우승 (1) : 1991 ● 3위 (2) : 1992 , 1993 대한민국 리그컵 ● 준우승 (1) : 1993 | 감독 클럽 LG 치타스 대한민국 리그컵 ● 준우승 (1) : 1994 대한민국 U-20 AFC U-19 축구 선수권 대회 ● 우승 (1) : 1998 |

## 같이 보기
- A매치 100경기 이상 출전한 축구 선수 명단

## 참고 자료
- KFA 리포트 나의 선수 시절 - 조영증' 영리한 수비로 새로운 영역 마련